# Rotherham United FC
Rotherham United FC är en engelsk professionell fotbollsklubb i Rotherham, grundad 1925. Klubben spelar sedan säsongen 2024/2025 i League One.
Hemmamatcherna spelas sedan 2012 på New York Stadium.. Smeknamnet är The Millers på grund av att de tidigare spelade på Millmoor.

## Historia

Klubbens ligaplaceringar från och med 1925.

Klubben är ett resultat av sammanslagningen av två klubbar 1925. Den ena var Rotherham County, grundad 1870. De spelade sex år i The Football League 1919–1925. Den andra var Rotherham Town, grundad 1899. Town spelade i Midland League vid tidpunkten för sammanslagningen.
Klubben hade sin mest framgångsrika period under åren 1951–1968 då de spelade i den näst högsta serien Second Division. Säsongen 1954/55 var de ytterst nära att gå upp i First Division. När serien var slutspelad hade de lika många poäng som både ettan Birmingham City och tvåan Luton Town, men missade uppflyttning på grund av sämre målkvot.
Klubben var nere i Fourth Division 1973, men 1975 gick de upp till Third Division. Säsongen 1980/81 vann man Third Division och gick åter upp i Second Division. Den följande säsongen var man ett topplag i Second Division och slog bland annat Chelsea med 6-0 hemma och 4-1 borta. Till slut missade man uppflyttning med fyra poäng och blev sjua.
1995/96 vann Rotherham Football League Trophy efter finalseger på Wembley över Shrewsbury Town med 2-1.
Mellan åren 2001 och 2005 var klubben återigen uppe i den näst högsta divisionen, men drabbades senare av ekonomiska problem och var nere i fjärdedivisionen League Two. 2014/15 var de tillbaka i The Championship. 2016/17 slutade Rotherham sist i The Championship och flyttades ned till League One, men redan säsongen därpå flyttades de upp igen efter seger i playoffinalen, återigen mot Shrewsbury Town.
Säsongen 2020/2021 blev Rotherham United nedflyttade till League One. Följande säsong blev Rotherham United uppflyttade tillbaka till EFL Championship efter att slutat tvåa i League One. Klubben vann under säsongen 2021/2022 även EFL Trophy efter att ha besegrat Sutton United i finalen.

## Spelartrupp
| 1  | England | Cameron Dawson | 7 juli 1995      | Sheffield Wednesday (-24) |
| 13 | England | Ted Cann       | 27 december 2000 | Rotherham United FC       |

| 2  | Irland        | Joe Rafferty    | 6 oktober 1993    | Portsmouth (-24)              |
| 3  | Skottland     | Zak Jules       | 7 februari 1997   | Exeter City (-24)             |
| 5  | Irland        | Sean Raggett    | 25 januari 1994   | Portsmouth (-24)              |
| 6  | England       | Reece James     | 7 november 1993   | Sheffield Wednesday (-24)     |
| 11 | Curaçao       | Ar'jany Martha  | 4 september 2003  | Beerschot (-25)               |
| 14 | England       | Marvin Kaleta   | 14 september 2004 | Wolverhampton Wanderers (-25) |
| 18 | Skottland     | Lenny Agbaire   | 4 mars 2005       | Rotherham United FC           |
| 22 | Nederländerna | Denzel Hall     | 22 maj 2001       | Heerenveen (-25)              |
| 39 | England       | Harrison Duncan | 31 mars 2008      | Rotherham United FC           |

| 4  | Skottland | Liam Kelly       | 10 februari 1990  | Coventry City (-24)     |
| 7  | England   | Joe Powell       | 30 oktober 1998   | Burton Albion (-24)     |
| 8  | England   | Kian Spence      | 9 januari 2001    | Barrow (-25)            |
| 16 | England   | Dru Yearwood     | 17 februari 2000  | Huntsville City (-25)   |
| 17 | England   | Shaun McWilliams | 14 augusti 1998   | Northampton Town (-24)  |
| 19 | England   | Josh Benson      | 5 december 1999   | Barnsley (-25)          |
| 23 | England   | Jack Holmes      | 19 september 2001 | Stamford (-24)          |
| 26 | England   | Hamish Douglas   | 4 juni 2005       | Rotherham United FC     |
| 27 | England   | Ben Hatton       | 1 november 2005   | Rotherham United FC     |
| 38 | England   | Kane Richardson  | 30 maj 2007       | Rotherham United FC     |
| 44 | England   | Dan Gore         | 26 september 2004 | Manchester United (-25) |

| 9  | England    | Jordan Hugill   | 4 juni 1992      | Norwich City (-23)  |
| 10 | England    | Sam Nombe       | 22 oktober 1998  | Exeter City (-23)   |
| 21 | Irland     | Joshua Kayode   | 4 maj 2000       | Rotherham United FC |
| 29 | England    | Kion Etete      | 28 november 2001 | Cardiff City (-25)  |
| 35 | Nordirland | Ciaran McGuckin | 30 december 2003 | Rotherham United FC |

Not: Spelare i kursiv stil är inlånade.

### Utlånade spelare
| Nr | Land | Pos | Namn |
| -- | ---- | --- | ---- |

| Nr | Land | Pos | Namn |
| -- | ---- | --- | ---- |

## Meriter

### Liga
EFL League One eller motsvarande (nivå 3)
- Mästare (2): 1950/1951, 1980/1981
- Tvåa: 2000/2001, 2019/2020, 2021/2022
- Playoff-vinnare: 2013/2014, 2017/2018

EFL League Two eller motsvarande (nivå 4)
- Mästare (1): 1988/1989
- Tvåa: 1991/1992, 1999/2000, 2012/2013
- Uppflyttade som trea: 1974/1975

### Cup
FA-cupen
- Femte omgången: 1952/1953, 1967/1968

Ligacupen
- Tvåa: 1960/1961

EFL Trophy
- Vinnare: 1995/1996, 2021/2022